# Alicja (film 1990)
Alicja (ang. Alice) – amerykański film fabularny z 1990 roku w reżyserii Woody’ego Allena, luźno nawiązujący do filmu Giulietta i duchy Federico Felliniego z 1965 roku.

## Fabuła
Alice wiedzie bezproblemowe życie: ma bogatego męża, dwójkę dzieci, koleżanki, żyje w luksusie, jednak nie jest zadowolona ze swojej egzystencji. Za namową przyjaciółki trafia do dra Yanga, specjalisty od medycyny niekonwencjonalnej. Wizyta u azjatyckiego zielarza staje się punktem przełomowym w życiu Alice. Kobieta pod wpływem ziół doktora przechodzi duchową metamorfozę, porzuca życie „kury domowej”, zaczyna spotykać się z poznanym w przedszkolu saksofonistą Joe i ucieka w świat romantycznej fantazji.
Film jest mieszanką różnych konwencji, łącznie z elementami baśniowymi. Alice pod wpływem ziółek dra Yanga: staje się niewidzialna, lata nad Manhattanem ze swoim zmarłym przed laty chłopakiem, rozmawia z muzą.

## Obsada
- Mia Farrow – Alice Tate
- Joe Mantegna – saksofonista Joe
- William Hurt – Doug Tate, mąż Alice
- Alec Baldwin – Ed, dawny chłopak Alice
- Keye Luke – doktor Yang
- Blythe Danner – Dorothy
- Judy Davis – Vicki, żona Joe
- Bernadette Peters – Muse
- Cybill Shepherd – Nancy Brill
- Gwen Verdon – matka Alice
- Patrick O’Neal – ojciec Alice
- Holland Taylor – Helen
- Julie Kavner – malarka
- June Squibb – Hilda
- Marceline Hugot – Monica
- Dylan O’Sullivan Farrow – Kate
- Matt Williamson – Dennis
- Billy Taylor – trener
- Kim Chan – pacjent doktora Yanga
- Michael-Vaughn Sullivan – fryzjer
- Robin Bartlett – Nina
- Linda Wallem – Penny
- Gina Gallagher – córka Joego
- Patience Moore – nauczycielka
- Diane Cheng – asystentka doktora Yanga
- Lynda Bridges	– ekspedientka
- Anthony Cortino – treser psa
- Katja Schurmann – cyrkowiec
- Vanessa Thomas – cyrkowiec
- Kristy Graves	– Alice w wieku 18 lat
- Laurie Nayber – młoda Dorothy
- Rachel Miner – Alice w wieku 12 lat
- Amy Barrett (wymieniona w czołówce jako Amy Louise Barret) – pani Keyes
- Caroline Aaron – Sue
- Alexi Henry – Kimberly
- James Toback – profesor
- Elle Macpherson – modelka
- Ira Wheeler – gość na przyjęciu świątecznym
- Lisa Marie – gość na przyjęciu świątecznym
- Diane Salinger – Carol
- Alfred Cherry	– psychoanalityk Vicky
- David Spielberg – Ken
- Bob Balaban – Sid Moscowitz
- Peggy Miley – służąca Dorothy
- George J. Manos (wymieniony w czołówce jako George Manos) – gość na przyjęciu Dorothy
- Kim Weston-Moran – gość na przyjęciu Dorothy
- Peter Tolan – gość na przyjęciu Dorothy
- Kenneth Edelson – gość na przyjęciu Dorothy
- Marvin Terban	– gość na przyjęciu Dorothy
- James McDaniel – gość na przyjęciu Dorothy
- Roy Attaway – gość na przyjęciu Dorothy
- Jodi Long – dziewczyna z parkowej alei
- Suzanne O’Neill – dziewczyna z parkowej alei
- Don Snell – chłopak z parkowej alei
- Robert Polenz – chłopak z parkowej alei
- Mary Stein (nie została wymieniona w czołówce) – zakonnica

## Opinie o filmie
- The Best of Video. Poradnik: kino, tv, sat, video, pod red. Witolda Nowakowskiego[2]

Ironiczna opowieść o emancypacji, z kilkoma znakomitymi próbkami humoru Woody Allena